# Субботы грома
«Saturdays of Thunder» (с англ. — «Субботы грома») — девятый эпизод третьего сезона мультсериала «Симпсоны». Премьера состоялась 14 ноября 1991 года.

## Сюжет
В Спрингфилде проходит соревнования гоночных машин-мыльниц (примитивных аппаратов без двигателя, двигающихся за счет спуска с горки), и Барт хочет в нём участвовать. Участникам соревнований следует самим строить машины. Тем временем Гомер пытается отвечать на вопросы викторины «Хороший ли вы отец» и обнаруживает, что он почти ничего не знает о своём сыне. Расстроенный, Гомер предлагает сыну помощь в постройке авто.
Полученный в результате очень кривой и некачественный автомобиль не может проехать даже нескольких метров и разваливается. Мартин Принс на своем футуристичном болиде легко выигрывает гонку, но из-за большой скорости теряет управление на финише и врезается в кирпичный забор. Мартин получает травмы и не может участвовать в гонке.
Разочарованный в умениях Гомера, Барт договаривается с Мартином о совместном участии в гонке — Барт на машине Мартина, с тем чтобы вместе обыграть Нельсона Манца.
Гомер в сердцах говорит сыну, что обижен на то, что Барт отверг его помощь, и ему все равно, что произойдёт в гонке. Однако, вмешивается Мардж, которая считает что Гомер поступил плохо, ведь Барту нужна его поддержка независимо от того, на чьей машине он поедет. Осознав собственный эгоизм, Гомер спешит на трассу. Обрадованный и воодушевлённый поддержкой отца, Барт выигрывает гонку.

## Культурные отсылки
- Название эпизода - отсылка к фильму "Дни грома", где герой Тома Круза участвует в автогонках